# Moseley (Wolverhampton)
Moseley – dzielnica miasta Wolverhampton, w Anglii, w West Midlands. Leży 2,2 km od centrum miasta Wolverhampton, 17,2 km od miasta Birmingham i 181,7 km od Londynu. Moseley jest wspomniana w Domesday Book (1086) jako Moleslei.